# 2000年澳門大賽車衝出賽道意外

肇事賽車與貨車相撞後的情況（《澳門日報》圖片）

2000年澳門大賽車衝出賽道意外發生於2000年11月19日早上，為一宗導致1死3傷的交通意外，也是澳門格蘭披治大賽車舉辦以來第一次有賽車闖入一般道路並導致死傷。
事件中一輛賽車在練習期間因為煞車系統失靈，在葡京酒店後面的彎道無法減速，直衝賽道緩衝區後再衝出賽道範圍，並先後撞倒兩名途人和一輛貨車，其中一人送院搶救後不治，另外肇事車手和貨車司機亦告受傷。
2008年3月11日，澳門終審法院裁定死者妻子及其子女可獲賠償合共153萬澳門元。

## 肇事地點
澳門格蘭披治大賽車每年均在全長6.2公里的東望洋賽道舉行，而出事位置就在該賽道的西南面、賈羅布大馬路與亞馬喇前地之間的一段友誼大馬路。按照賽道的行走方向，賽車在友誼大馬路駛至葡京酒店後面時，須右轉入賈羅布大馬路（該彎道俗稱為「葡京彎」）；由於彎道成一直角，故賽車轉入此彎前必須減速，在往年賽事中也時常發生事故；而賈羅布大馬路與葡京酒店接待通道出口處之間、長約100米的一段友誼大馬路便用作賽道的緩衝區（俗稱「葡京彎緩衝區」）。在第47屆的賽事中，此緩衝區放置了兩排防撞輪胎牆，在緩衝區盡頭則架設竹枝棚柵以分隔賽道和一般道路，並在竹棚掛起綠色帆布以防止途人觀看。

## 事發經過
2000年11月19日，即第47屆澳門格蘭披治大賽車比賽日的最後一天，賽會安排於早上8時15分進行為時20分鐘的「東望洋大賽」賽前熱身練習，共有34名參賽者出席，當中包括隸屬雷諾車隊、駕駛3號車（雷諾Mégane）的荷蘭車手華舒亞（Frans Verschuur）。至練習接近完結的時候，華舒亞的戰車在友誼大馬路直路以時速約220公里行駛，當戰車駛至葡京彎前仍未有減速，並直奔賽道緩衝區而沒有右轉入賈羅布大馬路。戰車衝進緩衝區後，先將放置在區內的兩列防撞輪胎牆完全撞散，再撞塌分隔賽道的帆布和竹棚後衝出賽道範圍，並當場撞倒正在竹棚後面橫過馬路的一對中國內地遊客夫婦；而飛脫的輪胎和竹枝則擊毀停在竹棚後面的一輛客貨車和一輛司警警車。戰車繼續衝前撞毀兩邊路肩後衝向亞馬喇前地，最後在栢嘉停車場入口處前面與一輛駛經的貨車相撞才停下。
被撞倒的夫婦身體多處骨折和嚴重創傷，貨車司機則輕微擦傷，華舒亞頸部受輕微扭傷；各傷者隨即被送往仁伯爵醫院救治，其中被撞倒的男途人至當日早上9時15分搶救無效身亡。雷諾車隊在事後宣佈全隊退出「東望洋大賽」的正式比賽。

## 出事原因
事件發生後，賽會隨即成立一支技術小組調查是次意外。根據肇事地點的環境狀況，在路面上並未發現任何急煞車的痕跡，而華舒亞表示事發當時已嘗試煞車但卻失敗。華舒亞的戰車後來送往驗車中心檢驗，最終證實失事戰車的制動系統右前軸的減壓活塞螺絲並未上緊，漏出煞車油而導致制動系統失靈，引發是次意外。

## 賠償
是次意外被撞死的途人是一名男遊客，來自中國廣東省南海市西樵鎮，其妻子亦被失事戰車撞至重傷。由於兩夫婦所報團的旅行社在出發前已為他們購買旅遊保險，故死者家屬在事發後當晚抵達澳門後，即時獲保險公司賠償30萬澳門元；死者妻子在仁伯爵醫院接受治療24天後出院。
賽會在事發後翌日完成意外的初步調查報告，並提交至檢察院，賠償問題隨即進入司法程序。此後案件曾先後在初級法院及中級法院審訊，但死者妻子及受保保險公司均對判決不服，故最終上訴至終審法院。2008年3月11日，終審法院裁定保險公司須賠償死者本身90萬澳門元（由死者妻子領受）、死者妻子43萬澳門元及死者子女共20萬澳門元，全部共計保險公司須賠償澳門幣153萬元。
至於死者父母的索償部份則交至中級法院審理，至今未果。

## 後續處理
肇事位置於出事當時所裝設的防撞設施，在開賽前已通過國際汽車聯合會檢驗，故防撞設施理應符合安全規定；但意外發生後，賽會即遭批評指危機感不足。故從2001年第48屆的賽事起，賽會在葡京彎緩衝區內裝設兩排不鏽鋼防撞欄，並固定在道路的混凝土內，取代以往所用的竹棚帆布，從而加強防撞效能。

## 備註
1. ↑  按照終審法院判決書原文，死者妻子因為本身受損而獲賠23萬澳門元，而因為死者身亡造成對死者妻子的損害則賠20萬澳門元、對其子女的損害則賠20萬澳門元。[參⁠ 16]
2. ↑   註:

## 延伸閱讀
- . 第四十七屆澳門格蘭披治大賽車. 澳門格蘭披治大賽車籌備委員會. 2000年11月19日  [2015-09-28]. （原始内容存档于2015-09-28）.